# Harjesia griseola
Espèce
 Harjesia griseola est une  espèce de papillons de la famille des Nymphalidae et de la sous-famille des Satyrinae et du genre Harjesia.

## Dénomination
Harjesia griseola a été décrit par Gustav Weymer en 1911 sous le nom d' Euptychia griseola.
Synonyme : Taygetis indecisa Ribeiro, 1931.

### Noms vernaculaires
Harjesia griseola se nomme Obscure Satyr en anglais comme Harjesia obscura.

## Description
Harjesia griseola est un papillon aux ailes postérieures légèrement dentelées au dessus gris ocré.
Le revers est beige grisé à ocre avec de fines lignes marron discales et postdiscales très sinueuses avec l'aire postdiscale plus claire à ligne d'ocelles discrets sauf à l'aile postérieure un proche de l'apex et celui proche de l'angle anal qui sont noirs et pupillés.

## Biologie
Harjesia griseola est très rarement rencontré.

## Écologie et distribution
Harjesia griseola est présent en Bolivie, au Brésil et en Guyane,.

### Protection
Pas de statut de protection particulier